# Борид марганца
Борид марганца — неорганическое соединение металла марганца и бора с формулой MnB,
коричневые кристаллы.

## Получение
- Спекание бора и марганца:

{\displaystyle {\mathsf {Mn+B\ {\xrightarrow {T}}\ MnB}}}

## Физические свойства
Борид марганца образует коричневые кристаллы
ромбической сингонии,
пространственная группа P cnn,
параметры ячейки a = 0,410 нм, b = 1,15 нм, c = 0,295 нм, Z = 8.